# Janet Baker
Janet Baker (født 21. august 1933 i Hatfield, South Yorkshire) er en engelsk sangerinde (mezzosopran), der er kendt fra operaer, koncerter, og liederaftener.
Hun har især sunget i barokoperaer, i tidlige italienske operaer samt i Benjamin Brittens værker. 

## Historie
I sin karriere fra 50'erne til 80'erne nød hun anerkendelse som en dygtig operasanger med talent for det dramatiske. Især har hendes portræt af Dido, heltinden i Berlioz' storværk, Les Troyens, vakt opsigt. Som koncertsanger kendes Baker for sine fortolkninger af Mahler og Elgar.
Hun debuterede på scenen i 1956 som Miss Róza i The Secret i Oxford University Opera Club. Samme år sang hun første gang i Glyndebourne. I 1959 sang hun Eduige i Handel Opera Societys opsætning af Rodelinda. Hun har også sunget andre roller i operaer af Händel, fx Ariodante i 1964 og Orlando i 1966, som hun sang på på Barber Institute i Birmingham.
I Aldeburgh sang Baker i Purcells Dido og Aeneas i 1962, Polly (Brittens version af The Beggar's Opera) og i Lucretias voldførelse. I Glyndebourne optrådte hun igen som Dido i 1966 og som Diana/Jupiter (Calisto) og som Penelope (Il ritorno d'Ulisse). På den skotske opera sang hun bl.a. Dorabella (Cosi fan tutte), Dido, Octavian (Der Rosenkavalier) og Komponisten (Ariadne auf Naxos). 
I 1966 debuterede hun som Hermia i Royal Opera House, Covent Garden. Der sang hun desuden Berliozs Dido, Kate i Owen Wingrave, Mozarts Vitellia og Idamantes, Waltons Cressida og Glucks Alceste i 1981. På English National Opera sang hun Poppea, Donizettis Mary Stuart, Charlotte (Werther) og titelrollen i Händels Giulio Cesare.
I 1982 trak Baker sig tilbage efter opførelser af Mary Stuart på English National Opera og af Glucks Orpheus i Glyndebourne. Hun udgav sine erindringer, Full Circle, i 1982. 
Hun har modtaget en lang række priser, herunder Léonie Sonnings Musikpris i 1979. Baker blev desuden Dame Commander of the British Empire i 1976 og medlem af Companions of Honour i 1994.